# Сент-Марі-о-Мін (кантон)
Сент-Марі́-о-Мін (фр. Sainte-Marie-aux-Mines) — кантон у Франції, в департаменті Верхній Рейн регіону Ельзас.

## Склад кантону
Кантон включає в себе 5 муніципалітетів:
| Муніципалітет   | Площа | Населення, осіб | Рік  |
| --------------- | ----- | --------------- | ---- |
| Льєвр           | 12,55 | 1747            | 2006 |
| Обюр            | 4,90  | 400             | 1999 |
| Ромбак-ле-Фран  | 17,87 | 820             | 1999 |
| Сент-Круа-о-Мін | 27,85 | 2035            | 1999 |
| Сент-Марі-о-Мін | 45,23 | 5604            | 2006 |

## Консули кантону
| Період    | Консул           | Посада                         |
| --------- | ---------------- | ------------------------------ |
| 1961—1998 | Guy Naudo        |                                |
| 1998—1999 | Raymond Hestin   |                                |
| 1994—2004 | Jacques Loëss    | Член ради муніципалітету Льєвр |
| 2004—2011 | Christian Chaton |                                |

| Франція | Це незавершена стаття з географії Франції. Ви можете допомогти проєкту, виправивши або дописавши її. |